# Municipio de Coldsprings
El municipio de Coldsprings (en inglés: Coldsprings Township) es un municipio ubicado en el condado de Kalkaska en el estado estadounidense de Míchigan. En el año 2010 tenía una población de 1464 habitantes y una densidad poblacional de 15,59 personas por km².

## Geografía
El municipio de Coldsprings se encuentra ubicado en las coordenadas 44°48′42″N 85°2′00″O / 44.81167, -85.03333. Según la Oficina del Censo de los Estados Unidos, el municipio tiene una superficie total de 93.94 km², de la cual 89,37 km² corresponden a tierra firme y (4,86 %) 4,56 km² es agua.

## Demografía
Según el censo de 2010, había 1464 personas residiendo en el municipio de Coldsprings. La densidad de población era de 15,59 hab./km². De los 1464 habitantes, el municipio de Coldsprings estaba compuesto por el 97,54 % blancos, el 0,41 % eran afroamericanos, el 0,68 % eran amerindios, el 0,2 % eran asiáticos, el 0,2 % eran de otras razas y el 0,96 % eran de una mezcla de razas. Del total de la población el 0,82 % eran hispanos o latinos de cualquier raza.